# Krome Studios
Krome Studios est une entreprise de développement de jeux vidéo créée à Brisbane, en Australie, en 1999.
Elle avait pour filiale Krome Studios Melbourne, disparue en 2010. Le studio principal est mis en sommeil entre 2010 et 2012.

## Ludographie
- 2000 : Championship Surfer (sur Dreamcast, PlayStation, Windows)
- 2001 : Barbie Beach Vacation (en) (sur Windows)
- 2002 : Barbie: Sparkling Ice Show (sur Windows)
- 2002 : Ty, le tigre de Tasmanie (sur GameCube, PlayStation 2, Xbox)
- 2003 : Jimmy Neutron, un garçon génial : Jet Fusion (sur GameCube, PlayStation 2)
- 2004 : Ty, le tigre de Tasmanie 2 : Opération Sauvetage (sur Game Boy Advance, GameCube, PlayStation 2, Xbox)
- 2004 : King Arthur (sur GameCube, PlayStation 2, Xbox)
- 2005 : Ty the Tasmanian Tiger 3: Night of the Quinkan (sur Game Boy Advance, GameCube, PlayStation 2, Xbox)
- 2006 : The Legend of Spyro: A New Beginning (sur Game Boy Advance, GameCube, PlayStation 2, Xbox)
- 2007 : The Legend of Spyro: The Eternal Night (sur PlayStation 2, Wii)
- 2007 : Viva Piñata: Party Animals (en) (sur Xbox 360)
- 2008 : Hellboy: The Science of Evil (sur PlayStation 3, Xbox 360)
- 2008 : Star Wars : Le Pouvoir de la Force (sur PlayStation 2, PlayStation Portable, Wii)
- 2008 : Star Wars: The Clone Wars - Duels au sabre laser (sur Wii)
- 2008 : Scene It? Box Office Smash (en) (sur Xbox 360)
- 2009 : Transformers : La Revanche (sur PlayStation 2, Wii)
- 2009 : Star Wars: The Clone Wars - Les Héros de la République (sur PlayStation 2, PlayStation 3, PlayStation Portable, Wii, Xbox 360)[2]
- 2010 : Game Room (en) (sur Windows, Xbox 360)
- 2010 : TY the Tasmanian Tiger: Bush Rescue HQ (sur Facebook)
- 2010 : Blade Kitten (en) (sur PlayStation 3, Windows, Xbox 360)[3]
- 2010 : Le Royaume de Ga'hoole : La Légende des gardiens (en) (sur Playstation 3, Wii, Xbox 360)
- 2011 : Full House Poker (en) (sur Xbox 360)
- 2011 : Playmaker (sur iOS)
- 2012 : Toy Soldiers: Boot Camp (sur Windows Phone)
- 2012 : Whole Wide World (sur iOS)
- 2012 : Ty The Tasmanian Tiger: Boomerang Blast (sur iOS)
- 2015 : Fruit Ninja Academy: Math Master (sur iOS, Android)
- 2015 : Disney Imagicademy: Frozen Early Science Cooking and Animal Care (sur iOS, Android)
- 2015 : Ty, le tigre de Tasmanie 4 (sur Windows)
- 2016 : Ty, le tigre de Tasmanie (sur Windows, remaster)
- 2017 : Ty, le tigre de Tasmanie 2 : Opération Sauvetage (sur Windows, remaster)
- 2018 : The Bard's Tale Trilogy (sur Windows, remaster)
- 2018 : Ty, le tigre de Tasmanie 3 : Nuit du Quinkan (sur Windows, remaster)